# Biblioteca de Facsímiles Mexicanos
Die Biblioteca de Facsímiles Mexicanos (Bibliothek mexikanischer Faksimiles) ist eine mexikanische historische Buchreihe mit Faksimiles, die der Ingenieur und Historiker Edmundo Aviña Levy in den Jahren 1968 bis 1976 veröffentlichte. Sie folgte auf seine Veröffentlichung von Antonio del Rincóns Arte mexicana (Mexikanische Kunst) im Jahr 1967 und Agustín de la Rosas Estudio de la filosofía y riqueza de la lengua mexicana (Studium der Philosophie und des Reichtums der mexikanischen Sprache) im Jahr 1966. Die Reihe erschien in  Guadalajara, Jalisco, und sie umfasst 9 Nummern (einige davon in 2 Bänden).
Unter anderem fand die Historia de Tlaxcala (Geschichte von Tlaxcala) von Diego Muñoz Camargo darin Aufnahme sowie das Nachschlagewerk Conquistadores y pobladores de Nueva España: diccionario autobiográfico sacado de los textos originales (Eroberer und Siedler von Neuspanien: Autobiografisches Wörterbuch aus den Originaltexten) von Francisco A. de Icaza (1863–1925).

## Bände
amoxcalli.hypotheses.org
- 1 Anales del Museo Michoacano, Morelia, 1888-1891. Leon, Nicolas. 1968
- 2-3 Conquistadores y pobladores de Nueva España : diccionario autobiográfico sacado de los textos originales. Francisco A. de Icaza. 1969, 2 Bände
- 4-5 Códice Mendieta : documentos franciscanos, siglos XVI y XVII. 1971, 2 Bände
- 6 Historia de Tlaxcala. Diego Muñoz Camargo. Publicada y anotada por Alfredo Chavero[4], Guadalajara. 1972. – Faksimile der Ausgabe von Alfredo Chavero, México : Oficina Tip. de la Secretaría de Fomento, 1892.
- 7 Arte para aprender la lengua Mexicana. 1972 [i.e.1973]
- 8 Apuntes para la Historia de la Geografía de México. Manuel Orozco y Berra, Guadalajara. 1973. – Faksimile der Ausgabe Mexiko : Imprenta de Francisco Díaz de León, 1881.
- 9 Descripción del arzobispado de México hecha en 1570 y otros documentos. 1976. Alonso de Montúfar, Hrsg. Luis García Pimentel. – Faksimile-Reproduktion des Ausgabe México: José Joaquín Terrazas e hijas, 1897

## Biblioteca Guadalupana Novohispana
In den 1980er Jahren setzte Edmundo Aviña Levy dies mit einer weiteren Sammlung neuspanischer Texte fort, der Biblioteca Guadalupana Novohispana mit den Bänden:
- 1 Pensil americano, florecido en el rigor del invierno : la imágen de María Santísima de Guadalupe, aparecida en la corte de la Septentrional América México. Ignacio Carrillo y Pérez., Guadalajara : E.A. Levy, 1984.
- 2 La América socorrida en el gobierno del excelentísimo señor don Bernardo de Gálvez, Conde de Gálvez &c. &c. &c.: egloga dedicada a María Santísima en su portentosa imagen de Guadalupe. Bruno Francisco Larrañaga, Guadalajara, Jalisco, México : E.A. Levy, 1985.
- 3 Manifiesto satisfactorio anunciado en la Gazeta de Mexico (tom. 1. núm. 53.) opusculo Guadalupano. Joseph Ignacio Bartolache ; W. Michael Mathes, Guadalajara, Jalisco, México : E. Aviña Levy, 1987